# Mariko Muranaka
Mariko Muranaka (Japans: 麻里子, Muranaka, Mariko) (Kitakyushu, 14 juli 1982) is een Japanse celliste en componiste. Ze is een staande celliste, die pop- en rockoptredens staand uitvoert, terwijl ze zittend speelt voor klassieke opnames en concerten. Ze is ook de eerste Japanse soloartiest die optreedt voor Cirque du Soleil.

## Levensloop
Muranaka begon op vierjarige leeftijd viool en piano te spelen en op achtjarige leeftijd cello. Ze speelt zowel akoestische als elektrische cello's. Ze had haar eerste optredens met de viool op het hoofdpodium van de Nippon Budokan met Kryzler & Kompany onder leiding van Taro Hakase. Ze concentreerde zich op de cello tijdens de middelbare school en werd vervolgens toegelaten tot de Tokyo University of the Arts. Terwijl ze op school zat, begon ze te werken als muzikante met klassieke concerten en musicals zoals Les Misérables, opnames en televisieshows. Samen met andere studenten van de universiteit richtte ze de groep Vanilla Mood op. Parallel aan haar studie was ze van maandag tot en met vrijdag regelmatig met deze groep live te zien in het nationale televisieprogramma van NHK. Ze is succesvol afgestudeerd aan de universiteit.
De volgende drie jaar speelde de band dagelijks live op Japan Television's PON!, NHK Shows' Ohirudesuyo Fureai Hall en was ze anderhalf jaar een vaste diskjockey bij Nippon Broadcast. Ze bracht ook vier cd's / dvd's uit met Vanilla Mood op het platenlabel Avex. Een daarvan was een samenwerking met de ontwikkelaars van het in Korea populaire online spel TalesWeaver. Haar band arrangeerde en speelde gedurende meerdere jaren bijna 1.000 nummers. In 2012 bracht ze haar debuut soloalbum Feelin' the Sky uit. Het themalied werd elke vrijdag gebruikt als het afsluitende themalied in Nippon Shoku Kikou door Nippon Broadcast.
In 2013 was Cirque du Soleil op zoek naar een cellist voor Michael Jackson's Immortal World Tour, waarvoor ze werd gekozen. Onder de elf muzikanten bevonden zich voormalige oprichters van de openingsact van Michael Jackson. Ze speelde haar originele solo op het podium zonder begeleidende instrumenten en verscheen op "Beat It" in een strijd tegen de gitarist met haar elektrische cello.
In 2014, 2015 en 2018 begeleidde ze de Amerikaanse rockband Starset op hun Amerikaanse en Europese tournees. In 2016 voerde ze een Prince Tribute uit met Madonna tijdens de Billboard Music Awards 2016 in de T-Mobile Arena in Las Vegas. Van 2015 tot 2018 verscheen ze in de show Zumanity van Cirque du Soleil in Las Vegas.In 2018 bracht ze haar tweede soloalbum Artemis uit.  In 2019-2020 trad Mariko op tijdens Madonna's Madame X Tour in de Verenigde Staten en Europa en was te zien in Rolling Stone Online Magazine als een scène-stelende muzikant. In 2023 speelde ze mee met de Hans Zimmer Live tour door Europa.